# Saint-Martin-des-Prés
Saint-Martin-des-Prés är en kommun i departementet Côtes-d'Armor i regionen Bretagne i nordvästra Frankrike. Kommunen ligger i kantonen Corlay som tillhör arrondissementet Saint-Brieuc. År 2022 hade Saint-Martin-des-Prés 321 invånare.

## Befolkningsutveckling
Antalet invånare i kommunen Saint-Martin-des-Prés
Referens:INSEE